# 南佐賀駅
南佐賀駅（みなみさがえき）は、かつて佐賀県佐賀市北川副町大字木原（現・南佐賀二丁目2番）に設置されていた、日本国有鉄道（国鉄）佐賀線の駅（廃駅）である。佐賀線の廃止に伴い、1987年（昭和62年）3月28日に廃駅となった。

## 歴史
- 1935年（昭和10年）5月25日：国有鉄道佐賀線の佐賀 - 筑後大川間の開業に伴い、設置[1]。一般駅[1]。
- 1971年（昭和46年）10月20日：荷物取り扱い廃止[2]および旅客無人駅化[3]。
- 1978年（昭和53年）6月15日：貨物取り扱い廃止[1]。
- 1987年（昭和62年）3月28日：佐賀線の全線廃止に伴い、廃駅となる[1]。

## 駅構造
廃止時は、単式ホーム1面1線を有する無人駅であった。佐賀駅方に貨物・保線用の引き込み線があり、国鉄無線の中継所があった。

## 駅跡
廃駅後は、当駅から筑後川昇開橋まで、線路跡は徐福サイクルロードとして整備されている。また、ホームや、レールなどが残されているが、駅舎だけは当時からの建物を改築し、内部にはトイレが設けられている。 また、東佐賀駅 - 当駅間の用地を転用した都市計画道路に架かる「佐賀線偲橋」（付近を流れる八田江川に架かる）の欄干に蒸気機関車の彫刻が施されている。 

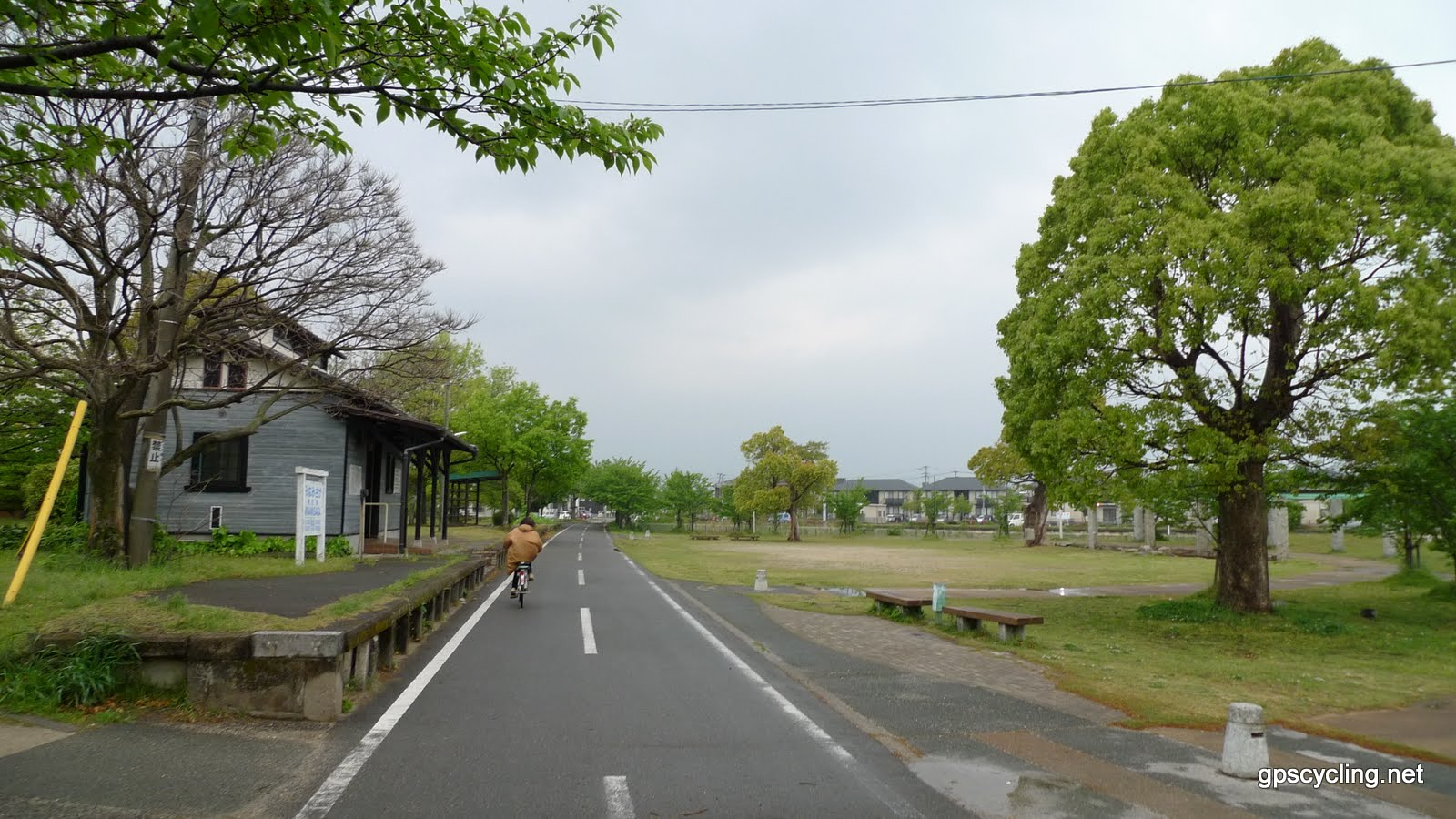
南佐賀駅跡（2011年4月、別角度から）
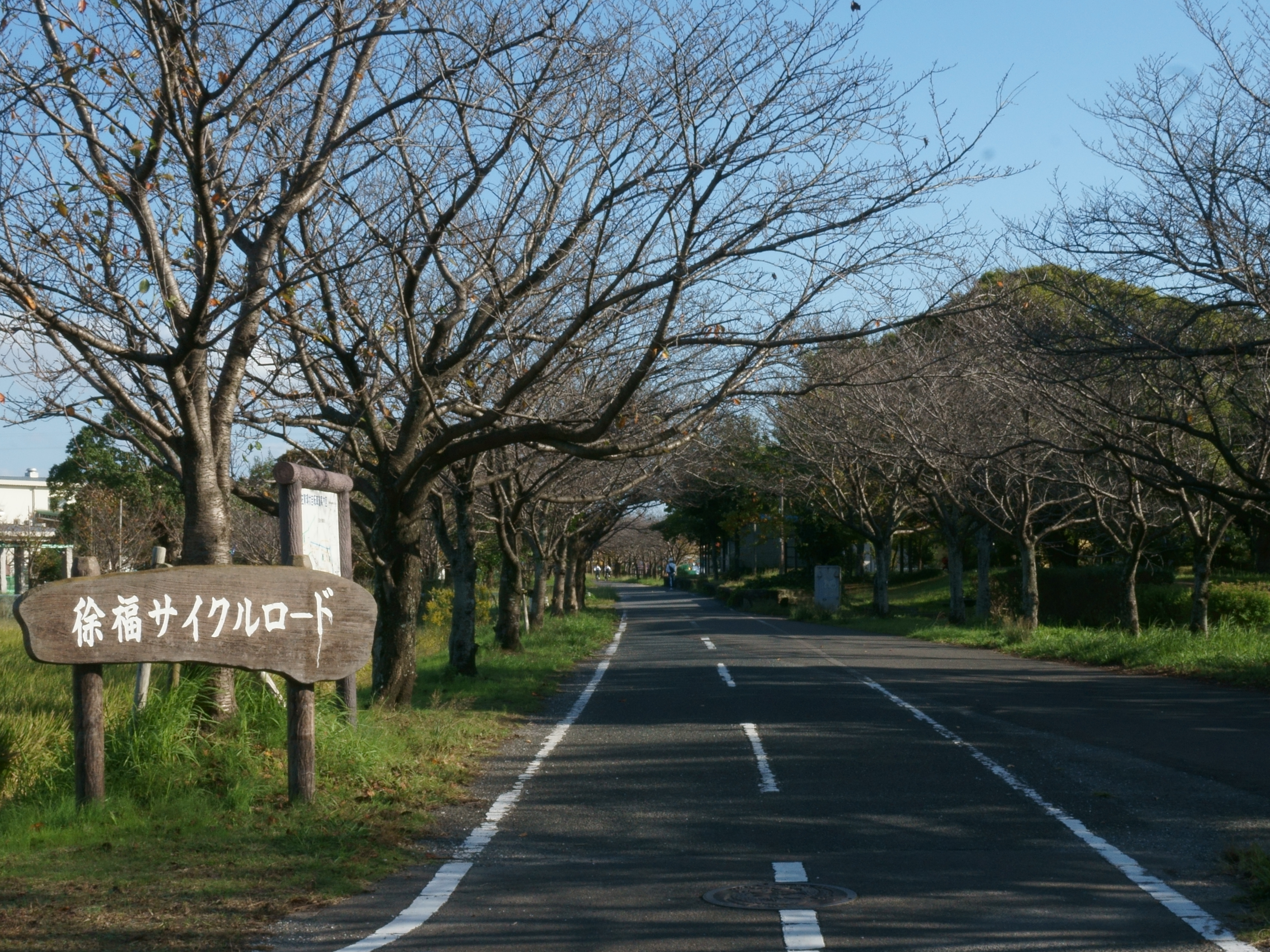
徐福サイクルロード（2016年10月）

## 隣の駅
日本国有鉄道
佐賀線
東佐賀駅 - 南佐賀駅 - 光法駅